# Ekrem İmamoğlu
 Ekrem İmamoğlu (sinh ngày 4 tháng 6 năm 1970) là một chính trị gia Thổ Nhĩ Kỳ và Thị trưởng hiện tại của Istanbul. Ông đã được bầu trong cuộc bầu cử thị trưởng Istanbul 2019 với tư cách là ứng cử viên của CHP, Đảng đối lập lớn nhất của nước Thổ. Sau chiến thắng ngựa về ngược, trong đó AKP cầm quyền đã chi nhiều tiền hơn anh ta và kiểm soát phương tiện truyền thông, ông được gọi là một ngôi sao đang lên trong chính trị Thổ Nhĩ Kỳ và là ứng cử viên tiềm năng để thách thức Recep Tayyip Erdoğan trong cuộc bầu cử tổng thống Thổ Nhĩ Kỳ năm 2023. İmamoğlu trước đây từng là Thị trưởng của Beylikdüzü, một quận phía tây của Istanbul, giữa năm 2014 và 2019.

## Thuở niên thiếu
İmamoğlu sinh vào tháng 6 năm 1970, tại thị trấn Akçaabat, phía tây thành phố Trabzon, Thổ Nhĩ Kỳ. Anh tốt nghiệp trường trung học Trabzon, nơi anh chơi bóng đá nghiệp dư và là quản lý của đội Trabzonspor. Ông cũng là phó chủ tịch của đội bóng rổ Trabzonspor BK. Ông theo học Đại học Istanbul và nhận bằng Cử nhân quản trị kinh doanh và bằng Thạc sĩ quản lý nguồn nhân lực. Sau khi tốt nghiệp, anh tham gia vào doanh nghiệp xây cất của gia đình. Năm 1995, anh kết hôn với Dilek Kaya và họ cùng nhau có ba người con.

## Sự nghiệp chính trị
İmamoğlu gia nhập Đảng Cộng hòa Nhân dân (CHP) năm 2008, và được bầu làm người đứng đầu giới trẻ của Đảng năm 2009. Vào ngày 16 tháng 9 năm 2009, ông được CHP chọn làm chủ tịch Đảng của quận Beylikdüzü của Istanbul. Sau đó, ông được bầu lại vào vị trí này vào ngày 8 tháng 3 năm 2012, trước khi từ chức vào ngày 15 tháng 7 năm 2013 để tranh cử chức thị trưởng của Beylikdüzü. Cuộc bầu cử được tổ chức vào ngày 30 tháng 3 năm 2014, như một phần của cuộc bầu cử địa phương Thổ Nhĩ Kỳ năm 2014, và İmamolu đã giành chiến thắng với 50,44% phiếu bầu, đánh bại ứng cử viên đương nhiệm của Đảng AK Yusuf Uzun.
Sau thông báo từ chức của Thị trưởng thành phố Istanbul Kadir Topbaş vào ngày 23 tháng 9 năm 2017, İmamoğlu đã được CHP đề cử để thay thế ông. Trong cuộc bầu cử hội đồng thành phố Istanbul để hoàn thành phần còn lại của nhiệm kỳ Topbaş, İmamoğlu đã thua ứng cử viên của Đảng AK Mevlüt Uysal sau ba vòng tranh cử. CHP một lần nữa đề cử İmamoğlu cho cuộc bầu cử thị trưởng Istanbul 2019 vào ngày 18 tháng 12 năm 2018. Cả Đảng İyi, thành lập liên minh với CHP, và Đảng Dân chủ Nhân dân (HDP) đều từ chối đề cử các ứng cử viên, điều này có thể đã tăng cường hỗ trợ cho İmamoğlu.
Cuộc bầu cử được tổ chức vào ngày 31 tháng 3 năm 2019, với việc İmamolu đánh bại ứng cử viên của Đảng AK Binali Yıldırım khoảng 25.000 phiếu bầu theo công bố của Hội đồng bầu cử tối cao. Thay mặt cho ứng cử viên của họ, Đảng AK đã tranh chấp kết quả, cho rằng các phiếu bầu không hợp lệ có thể đã gây ảnh hưởng đến cuộc bầu cử và dựng lên các áp phích lớn trong thành phố tuyên bố Yıldırım là người chiến thắng trong cuộc bầu cử. İmamoğlu ngược lại cáo buộc Đảng AK là "kẻ thua cuộc tồi tệ". Sau một cuộc đếm lại được chính phủ hỗ trợ, số phiếu dẫn đầu của İmamoğlu đã giảm xuống còn khoảng 16.000  phiếu bầu.